# Macherio
Macherio (Machee in dialetto brianzolo) è un comune italiano di 7 586 abitanti della provincia di Monza e della Brianza in Lombardia.
Macherio si trova esattamente a metà strada tra Monza e Carate Brianza, ai piedi dei Colli Briantei. Il suo territorio si estende a forma affusolata tra Lissone e Canonica Lambro, con il fiume Lambro come confine naturale.

## Storia
Incerta è l'origine del nome. Qualcuno vi legge Maccarius o Macharius, a significare la presenza romana sul territorio; per altri deriverebbe da Maccaja, località umida e franosa. Più recenti ricerche fanno risalire il nome a una pianta delle leguminose, Machaerium, così denominata per il suo frutto che è descritto come bislungo, non articolato, pedicellato, compresso, monospermo, indeiscente che assume la forma di uno stiletto, un pugnale che ben rappresenta i confini del suo territorio.
Il primo cenno storico sicuro è del 1289. Tra le chiese e gli altari della Pieve di Desio, elencati nel Liber Notitiae Sanctorum Mediolani, si trova pure Macherio. La chiesa parrocchiale fu costruita alla fine del XV secolo, con forme e dimensioni assai diverse dalle attuali (a parte la cupola, rifatta nel 1952 dopo uno spaventoso crollo avvenuto, fortunatamente, di notte), giustificate dal modesto numero di abitanti che, secondo il censimento del 1530, ammontavano a 106 "bocche": 97 rurali e 9 nobili esenti dal pagamento della tassa sul sale. La popolazione rimarrà sostanzialmente stabile per oltre due secoli, per ricominciare a salire ininterrottamente dalla fine del Settecento (quasi 900 unità): gli abitanti diverranno 2 000 un secolo più tardi, 3 000 negli anni 1940, più di 6 000 nel 1981.
Nell'Ottocento proprietarie di gran parte dei terreni e delle abitazioni furono le più grandi famiglie milanesi: Visconti, Greppi, Belgioioso, Verri, Taverna, Maggi; gli stessi nomi che si ritrovano tra i deputati durante il Regno Lombardo-Veneto e tra gli assessori dopo la proclamazione del Regno d'Italia.
Fino alla fine del secolo XIX, quando industrie (secondo un'inchiesta del 1885 si contavano in tre opifici di tessitura "operai maschi circa 100; operaie femmine circa ottanta; al di sotto di quattordici anni....una ventina") e ferrovia (il 27/08/1888 duemila persone applaudono all'arrivo del primo treno) cambieranno radicalmente costumi e tenore di vita, la situazione può essere riassunta con le parole della Deputazione comunale di Macherio in una lettera del 19/03/1847: "L'attuale scarsità ed alterazione de prezzi de generi, nonchè i cessati lavorerj massime da tessitore, hanno reso viepiù maggiore l'indigenza, giacchè la massima parte già da qualche mese che trovansi privi non solo di mezzi necessari di vivere essi e la propria tenera figliuolanza, ma benanco privi di lavorj, per cuj languiscono in un compassionevole e deplorabile stato". Si doveva trattare di quasi tutti i macheriesi, se ancora nel 1885 artigiani, negozianti, professionisti, industriali e possidenti erano in tutto meno di 40: 4 industriali tessili, 3 falegnami, 1 calzolaio, 1 sarto, 3 sacerdoti, 1 medico, ben 6 osti, 2 fruttivendoli, 2 prestinai, 1 merciaiolo, 2 licciatori, 8 possidenti; 8 tra osti e fruttivendoli sono anche pizzicagnoli.

### Simboli
Lo stemma e il gonfalone sono stati concessi con decreto del presidente della Repubblica del 25 giugno 1952.
Stemma
(D.P.R. di concessione del 25 giugno 1952)
Lo stemma del Comune di Macherio è costituito in modo da poter far riferimento a due antichi stemmi: quello della famiglia dei Visconti di Modrone, famiglia molto munifica e che ha donato importanti opere di beneficenza al Comune, e quello di una delle più importanti famiglie feudatarie del paese, gli Albertoni.
Come si può vedere, dunque, la parte superiore dello stemma si riferisce ai Visconti di Modrone, nel disegno di un piccolo drago che sta inghiottendo un uomo, e la parte inferiore si riferisce alla famiglia Albertoni (d'oro, a tre scaglioni di rosso; col capo del primo, sostenuto di rosso e carico di un leone illeopardito del secondo), conti che detennero la giurisdizione di Macherio dal 1771 al 1789.
Gonfalone
Il gonfalone municipale è costituito da un drappo troncato di azzurro e di rosso.

## Monumenti e luoghi d'interesse

### Edifici pubblici
Di notevole interesse sono tuttora alcuni edifici: la splendida villa Belvedere, già proprietà dei Visconti, con il suo vasto e sfarzoso parco, l'oratorio di San Cassiano, meglio conosciuto come chiesetta del cimitero, risalente al XVI secolo e nella Bareggia Villa Maldura e la Chiesa delle Torrette, edificio costruito nel XII secolo e incredibilmente giunto intatto fino ai giorni nostri, in cui si possono ammirare pregevoli affreschi della scuola lombarda.

### Aree naturali

#### Il Parco regionale Valle del Lambro
Il comune di Macherio, insieme con i comuni brianzoli di Briosco, Triuggio, Carate Brianza, Biassono, Sovico e Vedano al Lambro, fa parte del Parco Regionale della Valle del Lambro. L'associazione ha sede nel comune di Triuggio. Quest'area di 6 450 ettari include i principali parchi della zona e anche i laghi di Alserio e Pusiano.

## Società

### Evoluzione demografica
- 449 nel 1751
- 565 nel 1771
- 676 nel 1805
- annessione a Biassono nel 1809
- 1 201 nel 1853

Abitanti censiti

### Tradizioni e folclore
Nell'ultima domenica del mese di agosto Macherio festeggia il suo patrono, San Cassiano, in una grande festa che percorre tutto il centro dell'abitato.

## Cultura
La Biblioteca Civica di Macherio fa parte del Sistema Bibliotecario BrianzaBiblioteche.
Sul territorio sono presenti diverse associazioni culturali, tra cui Radio Cristiana Brianza, Res Antiqua, ARCI, LiberoLibro Macherio e l'Associazione Amici del Paese con scopi di promozione culturale e sociale. Dal 1981 viene pubblicato il giornale cartaceo mensile del paese, Il Paese Macherio.

## Geografia antropica
Le nuove esigenze produttive hanno naturalmente cambiato il volto urbanistico del paese. Le stesse campagne che separavano il centro dalle cascine delle frazioni hanno lasciato il posto a molte costruzioni per lo più unifamiliari, senza per la verità deturpare molto l'ambiente.
Il centro storico si è invece conservato quasi completamente, con la ristrutturazione recente di alcuni dei più antichi cortili.

## Economia
Prima dell'avvento della grande industria, l'economia si basava sulla coltivazione della vite, dei gelsi e delle biade. Almeno metà del territorio era lasciato a bosco. Diffusissimo dalla prima metà del secolo XIX l'allevamento del baco da seta, che ebbe notevole incidenza anche sulla struttura edilizia per lo più dei cortili, come pure l'uso dei telai a domicilio.
Oggi è scomparsa completamente l'attività agricola. Due terzi della popolazione attiva è impiegata nel ramo industriale, dove, accanto al tradizionale settore tessile, primeggiano il metalmeccanico e il chimico.
L'altra grande fonte di reddito è costituita dall'artigianato che, soprattutto nella frazione Bareggia (appartenente per metà a Macherio e per metà a Lissone), vuol dire mobile.
Il paese ospita la più antica fabbrica della Brianza: la Rivolta Carmignani, nata nel 1867 grazie alla dinastia tessile dei Rivolta, e ancora oggi azienda di prestigio nel campo tessile.

## Infrastrutture e trasporti
A Macherio è possibile trovare quattro scuole pubbliche, a partire dalla scuola dell'infanzia " Giardino Incantato", due scuole primarie a Macherio scuola " Manzoni" a Bareggia scuola Rodari e una scuola secondaria di primo grado scuola " Leopardi". 
Tra le strutture è possibile trovare anche un centro disabili, un centro per la famiglia.  

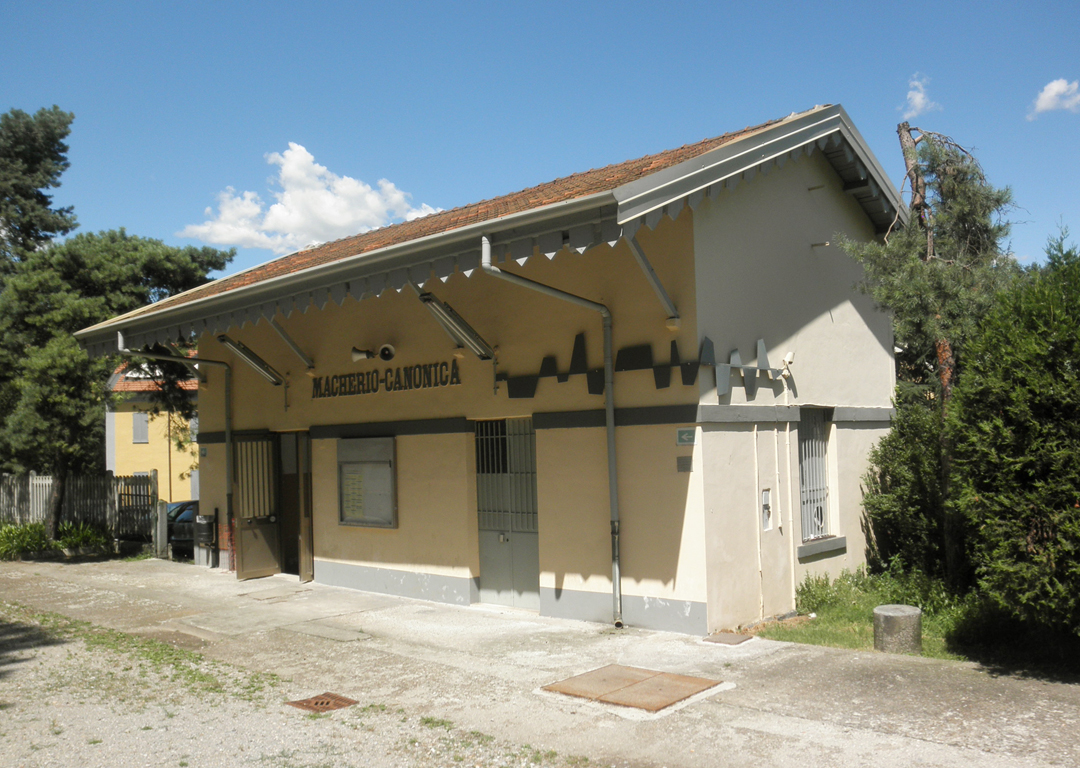
La stazione di Macherio-Canonica

Macherio è servita da due stazioni ferroviarie:
- Macherio-Sovico, servita dalla linea ferroviaria Seregno-Bergamo e posta nel centro dell'abitato, al confine con Sovico. Dal 9 dicembre 2018 è stata chiusa.
- Macherio-Canonica, servita dalla linea ferroviaria Monza-Molteno-Lecco, posta nelle vicinanze del fiume Lambro.

Macherio è inoltre attraversata dalla Strada Provinciale Monza-Carate, che include, nella sua tratta, il percorso ciclo-pedonale Monza-Albiate.
Fra il 1890 e il 1960 la località ospitò una fermata posta lungo la tranvia Monza-Carate.

## Amministrazione
Attualmente amministrato dalla giunta di centrodestra con sindaco Franco Redaelli, eletta nel 2023. 

### Elenco dei sindaci di Macherio nell'Ottocento
- 1860-1861 ing. Giacomo Tazzini
- 1861-1862 Leopoldo Rivolta
- 1862-1870 dott. Filippo Tinelli
- 1870-1873 Leopoldo Rivolta
- 1873-1878 Leopoldo Sacchi
- 1878-1882 conte Guido Visconti di Modrone
- 1882-1885 Sigismondo Pirola
- 1885-1893 Pio Rivolta
- 1893-1902 Francesco Biffi

## Sport
Macherio è rappresentata da una squadra in quasi ogni sport noto: si va dalla caccia, al basket, al calcio, al pattinaggio.